# هزینه گزافی برای جانم خواهم داد

آگهی تبلیغاتی فیلم در یکی از جراید کثیر الانتشار، ۱۳۴۷ خورشیدی

هزینهٔ گزافی برای جانم خواهم داد (به ایتالیایی: Vendo cara la pelle) یک فیلم وسترن اسپاگتی به کارگردانی اتوره ماریا فیتساروتی است که در سال ۱۹۶۸ منتشر شد. این فیلم پیش از انقلاب در ایران با نام مرد بی‌نشان دوبله و در سینماها اکران شد.

## گزیدهٔ بازیگران
- مایک مارشال
- میشل ژیراردون
- فوریو منیکونی
- جرمانو لونگو